# Tony Fucile
Tony Fucile (San Francisco, 27 settembre 1964) è un animatore, designer, illustratore e doppiatore statunitense.
È conosciuto per il suo lavoro  su film come La sirenetta, Il re leone e Gli Incredibili - Una "normale" famiglia di supereroi e fu una delle personalità che riportò in auge la figura dell'animatore che era al contempo character designer, insieme a Glen Keane, Andreas Deja e Eric Goldberg.

## Biografia

### Gli esordi e gli incarichi Disney
Dopo aver frequentato la scuola per animatori CalArts (ritrovandosi nella stessa classe di futuri colleghi come Andrew Stanton e David Silverman), nel 1987, dopo un primo incarico sulla serie Storie incredibili, iniziò a lavorare per la The Walt Disney Company, sotto la guida di Glen Keane, su Oliver & Company. Con Keane instaurò un solido rapporto, che portò i due a collaborare nuovamente sul personaggio di Ariel ne La sirenetta, partecipando alla realizzazione della sequenza in barca tra i due innamorati. Molti degli elementi dello stile di Keane sono tuttora individuabili nel modo di animare di Fucile, come la forte incisività, la dinamicità delle pose e le movenze audaci. Keane fu una delle principali fonti d'ispirazione di Fucile, insieme a Ray Harryhausen, Chuck Jones, Tex Avery e Al Hirschfeld.
Dopo questo incarico, Fucile lasciò la Disney per lavorare su film come Tom & Jerry - Il film e FernGully - Le avventure di Zak e Crysta, salvo poi tornare per prendere parte ad Aladdin, dove, nuovamente sotto la supervisione di Keane, animò il primo bacio tra Aladdin e Jasmine. Successivamente, venne scelto come supervisore dell'animazione per il personaggio di Mufasa in Il re leone e per Esmeralda in Il gobbo di Notre Dame. Quest'ultimo fu il suo lavoro conclusivo con la compagnia, che Fucile lasciò per collaborare con Brad Bird, suo primo mentore, al film Il gigante di ferro.

### La Pixar e il ritiro
Sempre con Bird realizzò i suoi ultimi due film come supervisore dell'animazione: Gli Incredibili - Una "normale" famiglia di supereroi (supervisore dell'animazione e character designer) e Ratatouille (animazione dei titoli di coda). Ormai artista Pixar in pianta stabile, collaborò ai cortometraggi Jack-Jack Attack e Parzialmente nuvoloso, doppiando anche diversi personaggi secondari in varie pellicole, come Up e Ratatouille. Dopo Ratatouille Fucile decise dedicare la maggior parte del suo tempo al lavoro di illustratore di libri per bambini. Il suo primo lavoro in questo ambito fu il libro del 2009 Let's do Nothing!.
Nel 2010, illustrò il primo libro della serie Bink and Gollie, scritto da Kate DiCamillo e Alison McGhee, che vede protagoniste due ragazzine ribelli. L'anno successivo illustrò Mitchell's License, sui testi di Hallie Durand. A Bink and Gollie, vincitore del Theodor Seuss Geisel Award 2011, fece seguito, nel 2012, il secondo episodio, Two for One.
Vive con la moglie Stacey e i due figli, Eli (la cui voce venne usata per i vagiti del piccolo Jack-Jack ne Gli Incredibili) ed Elinor, a Sonoma, California.

## Filmografia

### Animatore
- Qua la zampa Doggie (Family Dog), episodio della serie televisiva Storie incredibili (serie televisiva 1985) (Amazing Stories) (1987)
- Pippo e lo sport in Calciomania (Sport Goofy in Soccermania), regia di Matt O'Callaghan e Darrell Van Citters (1987)
- Oliver & Company, regia di George Scribner (1988)
- La sirenetta (The Little Mermaid), regia di Ron Clements e John Musker (1989)
- Aladdin, regia di Ron Clements e John Musker (1992)
- Tom & Jerry - Il film (Tom and Jerry: The Movie), regia di Phil Roman (1992)
- FernGully - Le avventure di Zak e Crysta (FernGully: The Last Rainforest), regia di Bill Kroyer (1992)
- Il re leone (The Lion King), regia di Rob Minkoff e Roger Allers (1994)
- Il gobbo di Notre Dame (The Hunchback of Notre Dame), regia di Gary Trousdale e Kirk Wise (1996)
- Hercules, regia di Ron Clements e John Musker (1997)
- Il gigante di ferro (The Iron Giant), regia di Brad Bird (1999)
- Osmosis Jones, regia di Peter e Bobby Farrelly (2001)
- Gli Incredibili - Una "normale" famiglia di supereroi (The Incredibles), regia di Brad Bird (2004)
- Jack-Jack Attack, regia di Brad Bird (2004)
- Ratatouille, regia di Brad Bird (2007)
- Gli Incredibili 2 (The Incredibles 2), regia di Brad Bird (2018)

### Character designer
- Il gobbo di Notre Dame (The Hunchback of Notre Dame), regia di Gary Trousdale e Kirk Wise (1996)
- Gli Incredibili - Una "normale" famiglia di supereroi (The Incredibles), regia di Brad Bird (2004)
- Ratatouille, regia di Brad Bird (2007)
- Gli Incredibili 2 (The Incredibles 2), regia di Brad Bird (2018)

### Doppiatore
- Gli Incredibili - Una "normale" famiglia di supereroi (The Incredibles), regia di Brad Bird (2004)
- Ratatouille, regia di Brad Bird (2007)
- Up, regia di Pete Docter (2009)
- Parzialmente nuvoloso (Partly Cloudy), regia di Peter Sohn (2009)
- La luna, regia di Enrico Casarosa (2012)

## Doppiatori italiani
- Fabrizio Russotto in Ratatouille (Pompidou)
- Gualtiero Marchesi in Ratatouille (Lessard)